# 인터내셔널 트랜스타
인터내셔널 트랜스타(영어: International Transtar)는 미국의 나비스타 인터내셔널 사가 생산하는 대형 트럭이다. 2002년부터 생산된 트럭으로 디젤 엔진의 경우 디트로이트 디젤에서 제조하는 디젤 엔진을 사용하고 있다.

## 사진

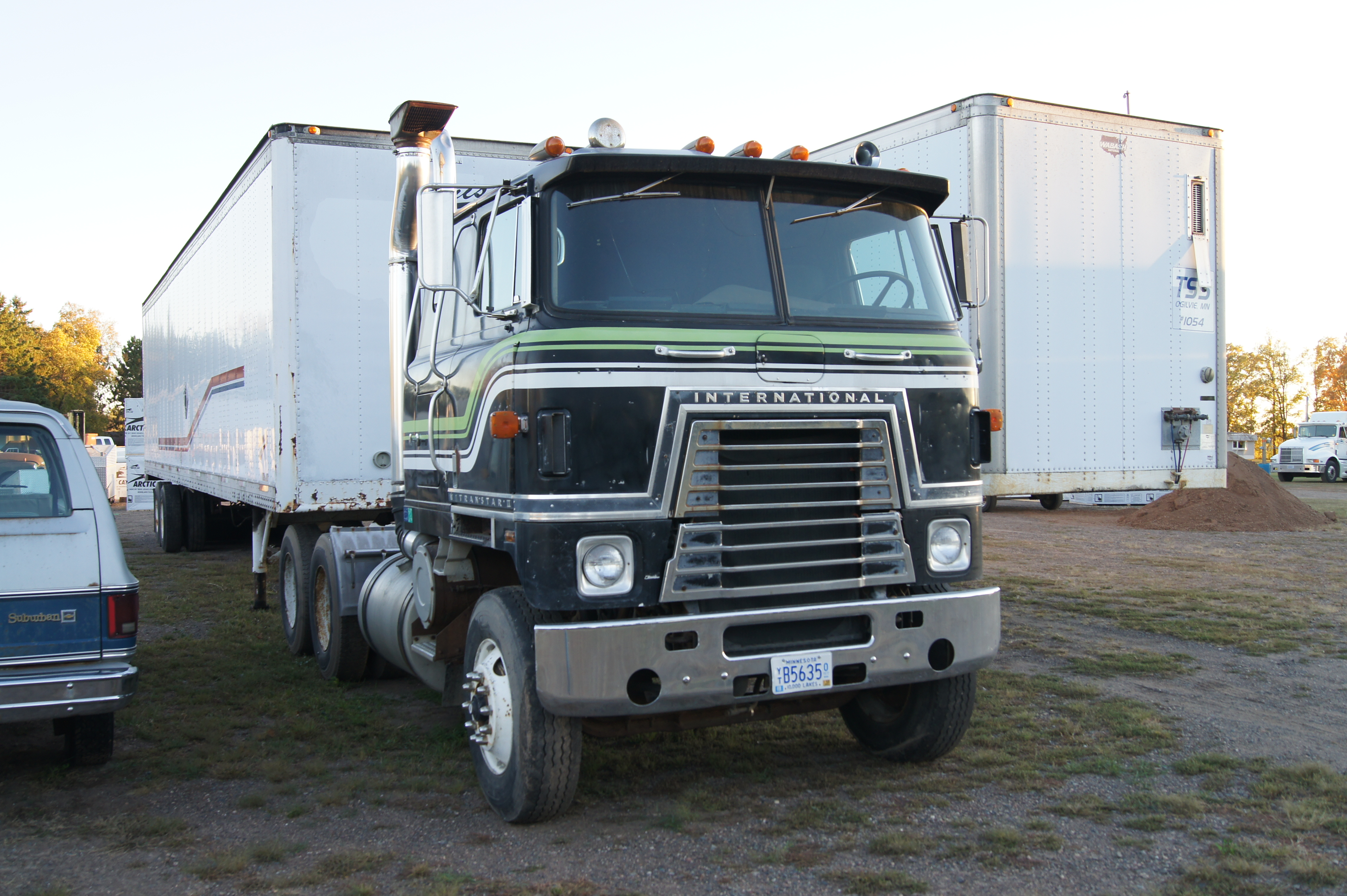
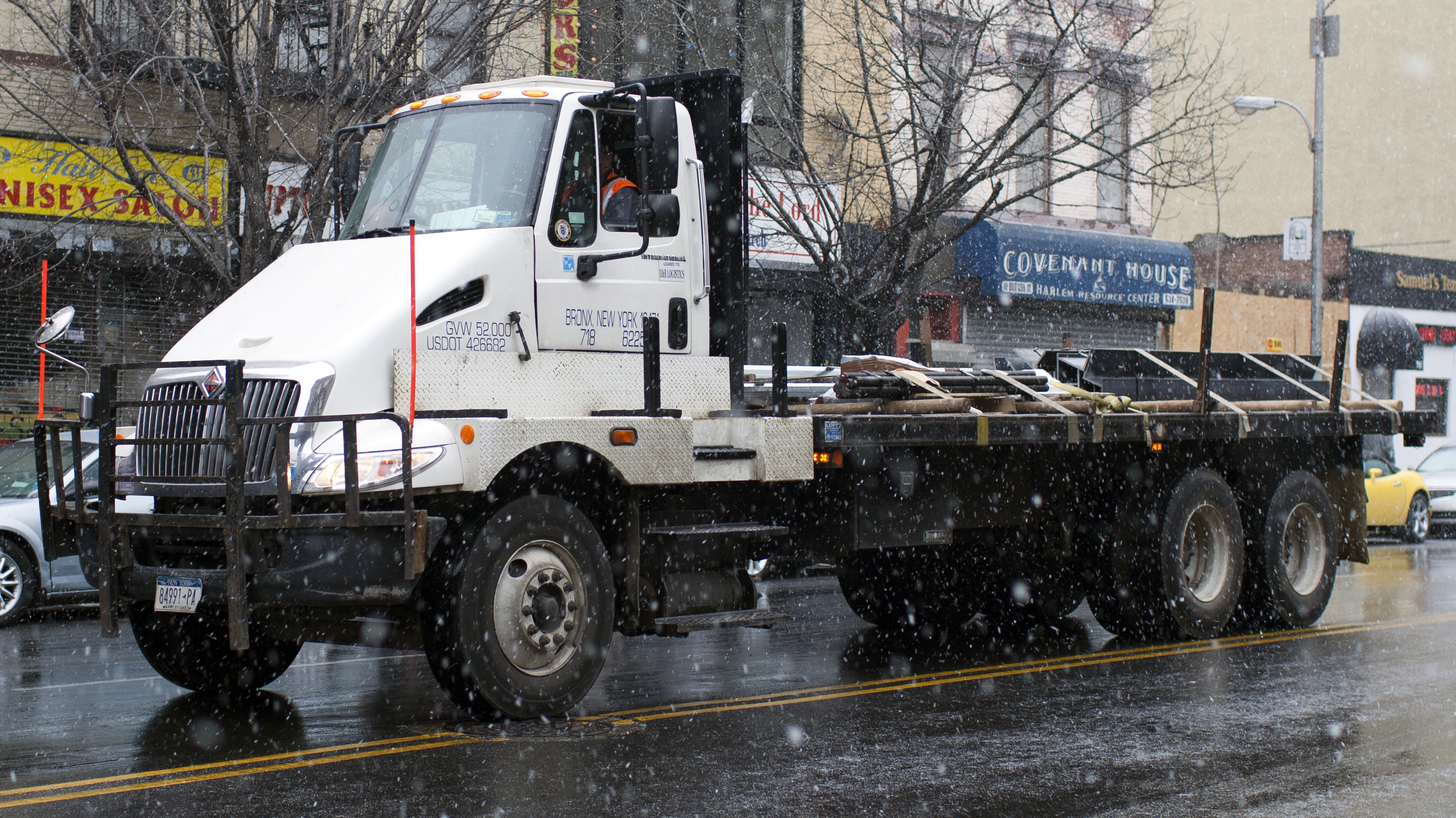
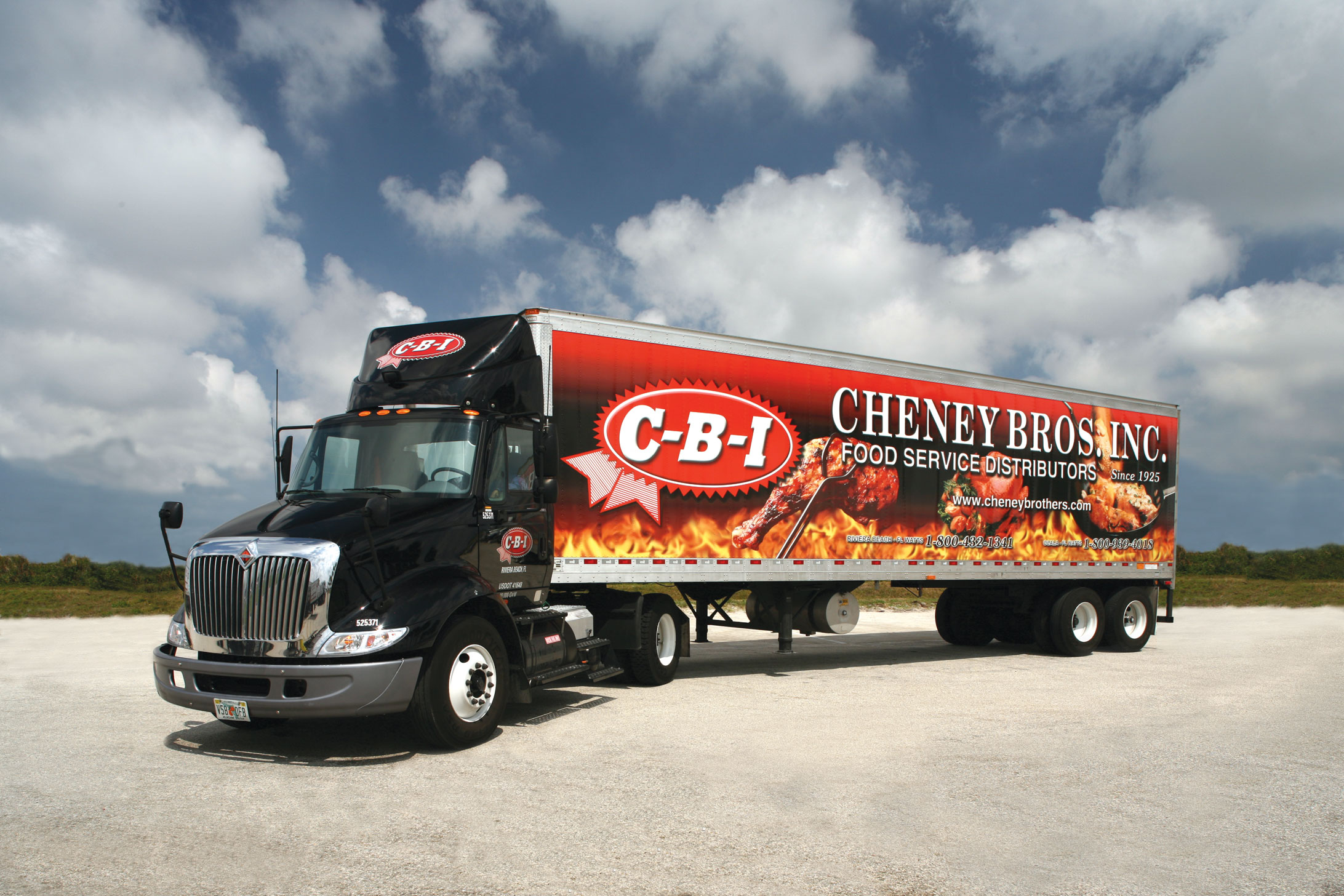
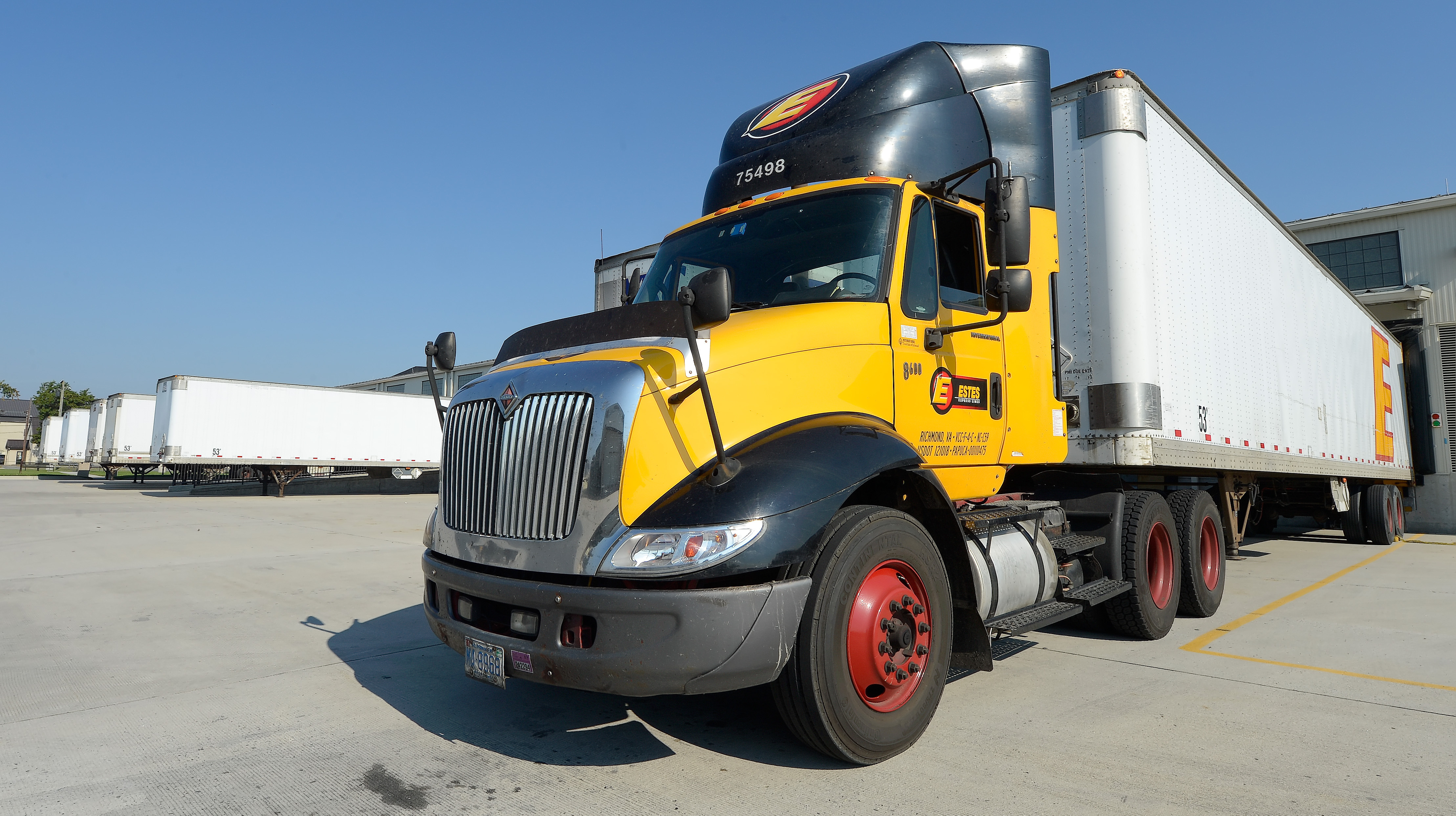
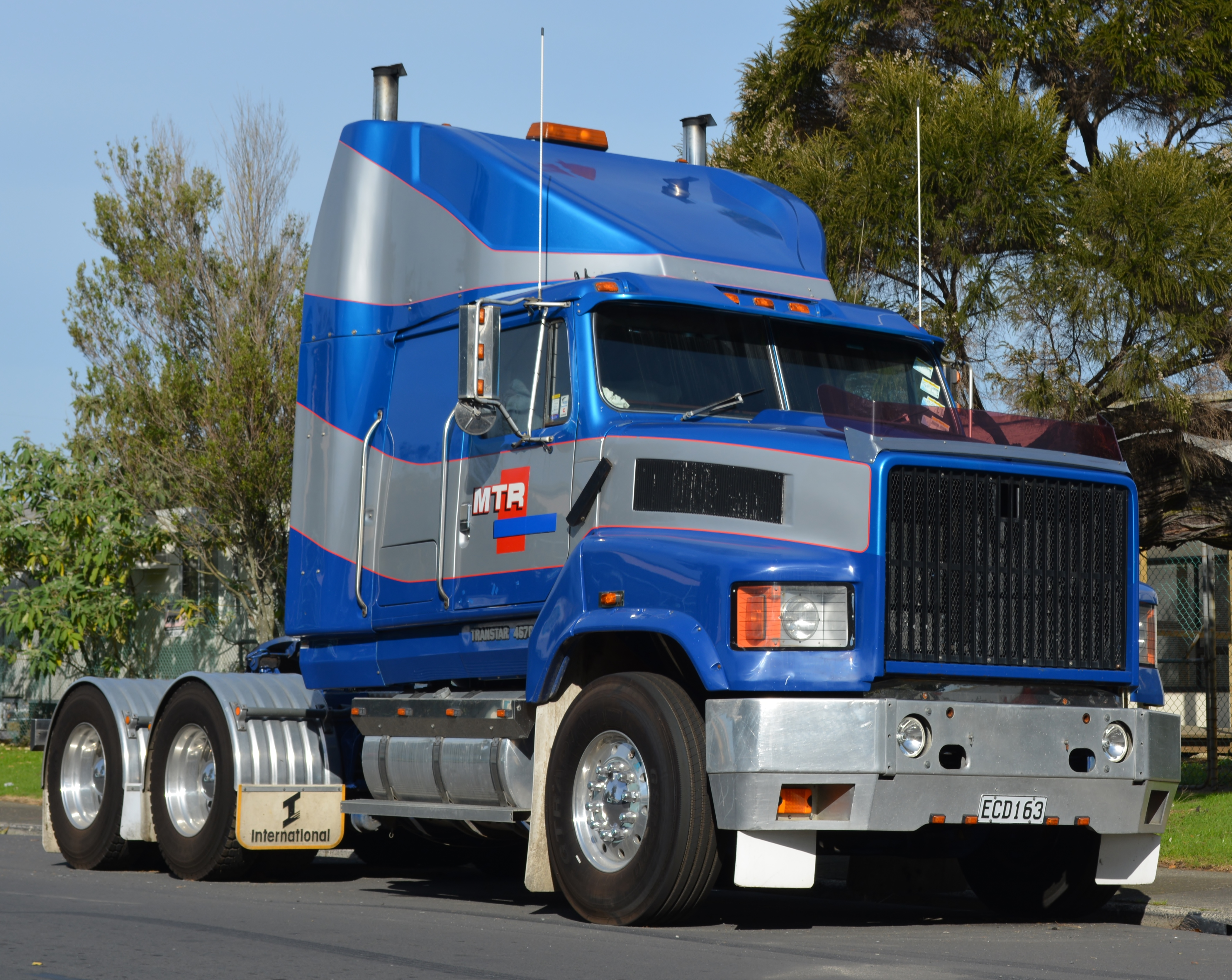

## 모델
- 8500[4]
- 8600[5]